# Verovering van Bahia

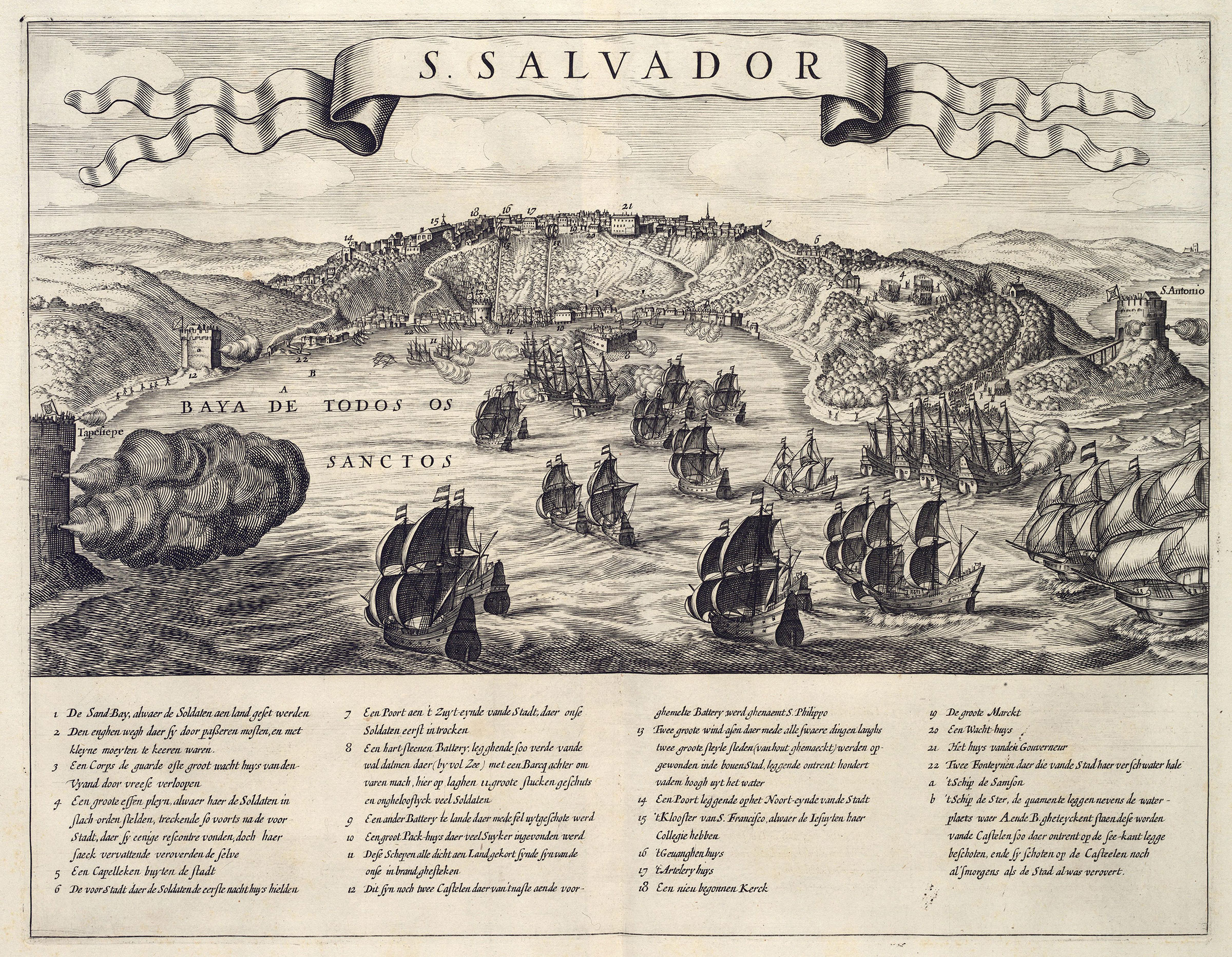
Gezicht op de slag om San Salvador in de Allerheiligenbaai tussen Nederlanders en Portugezen in 1624

De verovering van Bahia was de inname van de stad Bahia (het tegenwoordige Salvador da Bahia, de hoofdstad van de Braziliaanse deelstaat Bahia) in mei 1624 door troepen van de Republiek der Zeven Verenigde Nederlanden. De slag was onderdeel van een oorlog van de Republiek tegen Spanje en Portugal om de handel in Zuid-Amerika te beheersen (het Groot Desseyn). De verovering van Bahia op de Portugezen was het eerste grote succes van de West-Indische Compagnie (WIC). 

## Geschiedenis
Ten tijde van de Nederlands-Portugese Oorlog was de stad in handen van de Portugezen. De WIC streefde ernaar om de belangrijkste handelsposten in Zuid-Amerika in handen te krijgen en deed dit door Spaanse en Portugese posten en schepen aan te vallen.
De Nederlandse vloot stond onder leiding van admiraal Jacob Willekens en viceadmiraal Piet Hein.
De stad Bahia was ommuurd en werd verder beschermd door meerdere kastelen. Nadat de schepen in de haven waren veroverd en de muren werden bestormd, werd Bahia ingenomen.
Een deel van de lokale bevolking startte een guerrillaoorlog tegen de Nederlanders. Het duurde enige weken voordat een schip naar de Republiek kon worden gezonden om het nieuws van de overwinning over te brengen. Admiraal Jacob Willekens vertrok eind juli 1624 naar de Republiek met een groot deel van de vloot en een lading van textiel, tabak en suiker. Viceadmiraal Piet Hein voer verder naar Angola.
De berichten over de inname van Bahia bereikten Spanje eerder dan de Republiek en in reactie op deze verovering stuurde koning Filips IV van Spanje een Spaans-Portugese vloot onder leiding van Fadrique de Toledo naar de stad om deze weer in te nemen. De vloot kwam aan bij Bahia op 1 april 1625. Na een belegering van enkele weken gaf de stad zich over aan de Spaans-Portugese troepenmacht.